# Max Hein-Neufeldt

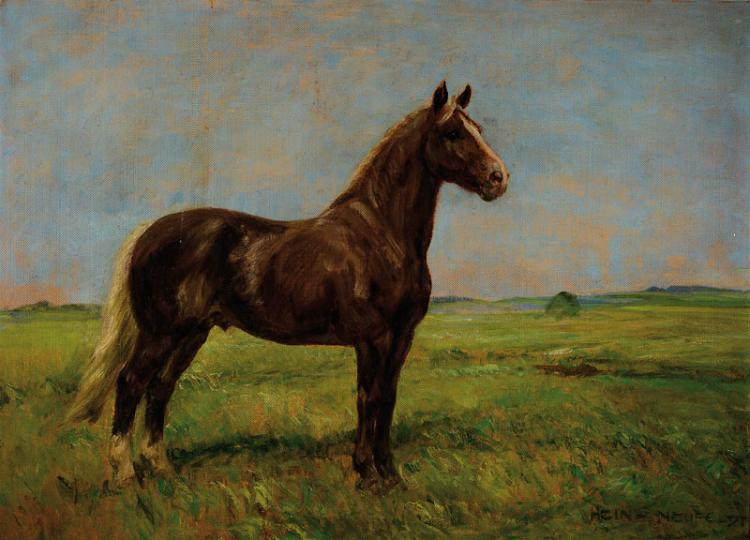
Stehendes Pferd auf einer Weide; Öl auf Malpappe

Max Hein-Neufeldt (* 7. Oktober 1874 in Elbing; † 1. Februar 1953 in Dachau) war ein deutscher Maler, Vertreter des späten deutschen Impressionismus.

## Leben und Wirken
Bevor er sich hauptberuflich der Malerei zuwandte, arbeitete er zehn Jahre in einem Lederwarengeschäft in Berlin. Seine künstlerische Ausbildung erhielt Max Hein-Neufeldt an der Münchner Kunstakademie. Dort waren seine Lehrer u. a. Moritz Weinholdt (1861–1905), Johann von Herterich und Heinrich von Zügel.
Nach seinem Studium übersiedelte der Künstler nach Haimhausen, wo sich eine kleine Künstlerkolonie entwickelt hatte. Er war vor allem als Tiermaler (von Pferden, Kühen und Ochsen) tätig, betätigte sich aber auch als Landschaftsmaler, wobei er gerne als Motiv die für die Amperauen typische Stumpfweide wählte.
Max Hein-Neufeldt hatte u. a. Ausstellungen in den Jahren 1913, 1916, 1917, 1919, 1921, 1923, 1925, 1926, 1929 im Münchner Glaspalast. In der Zeit des Nationalsozialismus war er Mitglied der Reichskammer der bildenden Künste und u. a. 1938 und 1939 auf der Großen Deutschen Kunstausstellung in München mit Bildern vertreten, die dem nationalsozialistischen Kunstkanon entsprachen.

## Künstlerisches Werk
Er zeigte Pferde bei der Arbeit auf dem Felde, aber auch weidende Rinder. Er bevorzugte den spontan gewählten Bildausschnitt, einen pastosen Farbauftrag und eine handschriftliche Pinselbravour, die das Objekt in breite Strichlagen zerlegt. Als Zügel-Schüler ist er ein typischer Vertreter des späten Impressionismus.

## Werke (Auswahl)
- Nach des Tages Mühen, Öl; 1938 von Hitler für 1500 RM auf der Große Deutsche Kunstausstellung in München erworben[3]
- Kurze Rast, Öl; 1938 von Hitler für 3000 RM auf der Große Deutsche Kunstausstellung erworben[4]
- Kriegerfrauen, Öl; 1939 auf der Große Deutsche Kunstausstellung[5]

- Flüchtende Mordbrenner, Öl/Lwd. 46x65
- Zwei Pferde am Bach, Öl/Malpappe 23x40
- Elch mit ruhenden Elchkühen in nordischer Landschaft, Öl/Lwd. 43,7x47,2
- Teich von Bäumen umstanden, Öl/Lwd. 33,5x47,2
- Pflügende Bauen, Öl/Lwd. 22,8x30,7
- Arbeitspferde in der Abendsonne, Öl/Lwd. 60x85
- Schlafendes Kind, Öl/Malpappe 25,5,x30,5
- Ochsengespann, Öl/Lwd. 17x25
- Kartoffelfeuer bei der Ernte im Dachauer Moos, Öl/Malpappe 34,5x10,5
- Getreideernte im August des Dachauer Mooses, Öl/Malpappe 13,5x41
- Frühlingshaftes Dachauer Hügelland (nahe Haimhausen), Öl/Malpappe 14x50
- Pferdeschwemme in der Amper, Öl/Malpappe 25x29
- Kühe auf der Weide, Öl/Malpappe 34x45
- Der Fuchsbau, Öl/Malpappe 33x40